# Marika Krevata
Marika Krevata, (Grieks: Μαρίκα Κρεβατά) (Athene, 12 juni 1910 - aldaar, 14 september 1994) was een Grieks actrice.

## Biografie
Krevata was de dochter van Stamatis Krevatas (een muzikant) en Sofias (een actrice). Ze verloor haar vader en haar kleine zusje, Thalei, toen ze twee jaar oud was. Al van jongs af aan trad ze op in theaters. Later trad ze op in operetta's van Georgios Xydis. Haar optredens werden lange tijd niet erkend.
Na enige tijd te hebben gewerkt voor gezelschappen zoals Manos Filippidis, kreeg ze meer bekendheid. Begin jaren 30 ontmoette ze Angelos Mavropoulos. Ze trouwde met hem, maar het huwelijk hield slechts drie maanden stand. Wel kreeg ze van hem haar eerste kind, Gelly Mavropoulou. Later trouwde ze met Giorgos Gavriilidis, met wie ze getrouwd bleef tot aan zijn dood in 1982.
Marika ging in 1972 met pensioen.

## Filmografie
- Delistratou kai yios (Δελησταύρου και υιός) (1957)
- Stournara 288 (Στουρνάρα 288) (1959)
- I Liza to 'skase (Η Λίζα το 'σκασε) (1959)
- O Ilias tou 16ou (Ο Ηλίας του 16ου) (1959)
- To klotsoskoufi (Το κλωτσοσκούφι) (1960)
- Haramofaides (Χαραμοφάηδες) (1961)
- Otan leipei i gata (Όταν λείπει η γάτα) (1962)
- Eteria thavmaton (Εταιρεία θαυμάτων) (1962)
- Polytehnitis ke erimospitis (Πολυτεχνίτης και ερημοσπίτης) (1963)
- Enas vlakas me patenta (Ένας βλάκας με πατέντα) (1963)
- Tria koritsia apo tin Americ(k)a (Τρία κορίτσια από το Αμέρικα) (1964)
- Kosmos kai kosmakis (Κόσμος και κοσμάκης) (1964)
- Allos gia to ekatomyrio (Άλλος για το εκατομμύριο ) (1964)
- Yie mou, yie mou (Υιέ μου, υιέ μου) (1965)
- Vana (Βάνα) (1965)
- Mia gynaika horis dropi (Μια γυναίκα χωρίς ντροπή) (1965)
- O ftohos ekatommyriouhos (Ο φτωχός εκατομμυριούχος) (1965)
- Exileosi (Εξιλέωση) (1965)
- Oloi i andres ine idii (Όλοι οι άνδρες είναι ίδιοι) (1966)
- I yinaika mou trellathike (Η γυναίκα μου τρελλάθηκε) (1966)
- O adelfos mou o trelaras (Ο αδελφός μου ο τρελάρας) (1966)
- O modistros (Ο μόδιστρος) (1967)
- O anakatosouras (Ο ανακατωσούρας) (1967)
- O petheropliktos (Ο πεθερόπληκτος) (1968)
- Xypna, koroido (Ξύπνα, κορόιδο) (1969)
- O paramythas (Ο παραμυθάς) (1969)
- I komissa tis fabrikas (Η κόμισσα της φάμπρικας) (1969)
- Enas magkas sta salonia (Ένας μάγκας στα σαλόνια) (1969)
- O xerokefalos (Ο ξεροκέφαλος) (1970)
- O paichnidiaris (Ο παιχνιδιάρης) (1970)
- O apithanos (Ο απίθανος) (1970)
- O akypiros htypithike (Διακοπές στο Βιετνάμ) (1970)
- Diakopes sto Vietnam (Ο ακτύπητος χτυπήθηκε) (1971)
- O prigkipas tis agoras (Ο πρίγκιπας της αγοράς) (1971)
- Pos katantisame, Sotiri (Πώς καταντήσαμε, Σωτήρη) (1972)
- Enas trelos, terlos aeropeiratis (Ένας τρελός, τρελός αεροπειρατής) (1973)